# 莱恩·劳斯里奇
莱恩·劳斯里奇（英語：Ryan Lorthridge，1972年7月27日—），为美国NBA联盟的前职业篮球运动员。